# Virgen del Sufragio
La Virgen del Sufragio (en valenciano Mare de Déu del Sofratge) es la patrona de Benidorm (España), junto a San Jaime Apóstol. Sus fiestas se celebran siempre el segundo domingo de noviembre, aunque la Iglesia católica fija su conmemoración litúrgica el 16 de marzo.

## Historia
La leyenda de la Virgen relata que en 1740 los vecinos de Benidorm se vieron sorprendidos por la llegada a sus playas de un londro que había navegado hasta allí sin tripulación. Se creyó que quizás la causa de la desaparición de los tripulantes era la peste y esto infundió pavor. Las autoridades, después de discusiones y consultas, decidieron quemar el barco. Fue incendiado sin retirar nada. Cuando las llamas se extinguieron, los niños buscaron clavos y hierros entre la ceniza y encontraron “intacta y resplandeciente” una imagen de la Virgen con el Niño Jesús en brazos, que el barco había traído en su popa. El bicentenario de la llegada del londro se celebró en 1930, en noviembre. De niño, el prestigioso historiador Perdro María Orts y Bosch asistió a aquella celebración.
A fines de los años 1950 Pedro M.ª Orts decidió investigar la historia de la Virgen y en el verano de 1963 descubrió los documentos que buscaba en el Archivo General de Simancas. El hecho de que el barco no fue quemado en 1730 sino en 1740 había dificultado su trabajo. Su libro Una imagen de la Virgen en Benidorm describe detalladamente la verdadera historia de la Virgen del Sufragio.
El 15 de marzo de 1740, al atardecer, un barco, sin arboladura, navegaba fuera de la bahía de Benidorm. Antonio Bayona, con Vicente Llorca, Miguel Llorca y otros marineros, todos vecinos de Benidorm, salió en su laúd en busca del londro. Lo encontraron cerca de la Isla y con dificultad lo remolcaron a la playa. Llegaron al amanecer. Dos soldados les esperaban y subieron a bordo para ver lo que había en el londro. Entre el día 15 y el día 19 las autoridades investigaron. Quería saber si los marineros habían sacado algo del londro antes de llevarlo a la playa. Dentro del barco sólo había cosas de poco valor pero en la popa había una imagen de Nuestra Señora con su Niño. Parecía que el londro había sido construido en Málaga. En el día 26 de marzo el comisario real de Guerra y Marina declaró que debían vender el barco y todo lo que había dentro en pública almoneda pero el día 2 de abril el gobernador de Alcoy envió a tres dragones a Benidorm y mandó que se quemase el barco. El comisario protestó. Sin embargo, a pesar de todas las protestas, quemaron el barco el día 5 de abril. Todo esto es verdad y está escrito en los documentos en el Archivo General de Simancas. Hubo barco navegando a la deriva. Hubo imagen de la Virgen en la popa. Hubo temor a posibles contagios. Hubo incendio de la nave. Se sacaron catorce arrobas y media de hierros de entre la ceniza y las vendieron en pública almoneda. La Virgen del Sufragio empezó a nacer ese día.
El abuelo de Pedro M.ª Orts, el historiador Pedro María Orts y Berdín, había escrito en Apuntes históricos de Benidorm que la imagen podría ser una imagen de la Virgen del Carmen, y Pedro M.ª Orts está de acuerdo. En Apuntes históricos de Benidorm, Pedro María Orts y Berdín dice que la Virgen del Sufragio fue llevado primero a un hospital que no existe ahora. Después fue traslado a la iglesia parroquial y cuando la nueva capilla de la Comunión se construyó en 1844 fue colocado allí. Los benidormenses todavía la llamaban Madre de Dios del Naufragio pero el arzobispo de Valencia decidió que debe llamarse Madre de Dios del Sufragio. En el año 1925 el arzobispo de Valencia coronó la imagen solemnemente. En diciembre de aquel año el párroco, el ayuntamiento, todas las autoridades y los vecinos de Benidorm suplicaron al Papa Pío XI que declarase a la Virgen del Sufragio, Patrona de Benidorm. El Rescripto Pontificio se recibió en Benidorm el 2 de enero de 1926.
Durante la Guerra Civil se decidió sacar la Virgen de la iglesia y guardarla en un lugar más seguro, la casa del republicano Emilio Ruzafa. Fue un secreto a voces porque muchos benidormenses conocieron su escondite pero nadie dijo nada. Las joyas se entregaron al delegado del Gobierno Civil de Alicante y contribuyeron a los gastos republicanos de la guerra civil. Después de la guerra se costeó una nueva corona por suscripción popular y fue colocado sobre la imagen por el arzobispo de Methymna el 12 de noviembre de 1950.
En 1971 Pedro M.ª Orts publicó una obra de teatro Arribada d’una imatge de la Verge a Benidorm en que condensó lo que había pasado entre el 15 de marzo y el 5 de abril a un solo día. La Asociación Cultural Recreativa La Barqueta se creó y su objetivo principal es asegurar que la representación del hallazgo de la Virgen se celebra en la playa de Poniente cada año. También conserva las costumbres y tradiciones de Benidorm. Orts pidió a José Bayona Vives, el presidente de la Barqueta, que hiciese el papel de su antepasado, Antonio Bayona el dueño del laúd. José Bayona hizo este papel desde 1971 hasta 1988 y su hijo Antonio Bayona lo hace desde 1988.
En el año 1980, conforme a los deseos de los ciudadanos de Benidorm, el ayuntamiento nombró a la Virgen alcaldesa perpetua de la ciudad y durante las fiestas patronales el alcalde, José Such Ortega, le obsequió con el bastón de mando. En el 255.º aniversario de su hallazgo el alcalde Vicente Pérez Devesa afirmó de nuevo su posición de alcaldesa perpetua. En 1983 dos cuadros por el pintor Miguel Ribes Segorb representando escenas de la obra de teatro de Pere M.ª Orts se colocaron en la capilla de la Virgen.

## Festividad y veneración
Sólo se saca la Virgen en ocasiones muy especiales. La última vez que salió fue cuando el rey Juan Carlos I, a través del ministro Trillo, le entregó la Condecoración al Mérito Naval, el 16 de marzo de 2001.  
Existen varias réplicas de la Virgen que se sacan en sus fiestas. También existe una réplica en la iglesia de San Miguel en la Barceloneta, ya que muchos benidormenses se fueron a vivir allí. Todos los años un grupo de personas viajan de Benidorm a Barcelona para hacer una ofrenda a la Virgen.
En 2009 la representación del hallazgo de la patrona de Benidorm obtuvo la Declaración de Interés Turístico. En el mismo año, la Comisión de Fiestas, la Concejalía de Fiestas y la Concejalía de Educación publicaron L’hora de l’alba, un cómic dibujado por Joan Fuster López, que relata el hallazgo de la Virgen del Sufragio.